# Almerhorn
Almerhorn är ett berg i Österrike.   Det ligger i förbundslandet Tyrolen, i den sydvästra delen av landet, 300 kilometer väster om huvudstaden Wien. Toppen på Almerhorn är 2 986 meter över havet, eller 116 meter över den omgivande terrängen. Bredden vid basen är 0,27 km. Almerhorn ingår i Rieserferner Gruppe.
Terrängen runt Almerhorn är huvudsakligen bergig. Runt Almerhorn är det glesbefolkat, med 19 invånare per kvadratkilometer.. 
Trakten runt Almerhorn består i huvudsak av gräsmarker.